# North American B-45
Die B-45 Tornado war ein strahlgetriebener leichter Bomber des US-amerikanischen Herstellers North American Aviation. Sie war das erste vierstrahlige Flugzeug der USAF und konnte als erster Düsenbomber in der Luft betankt werden. In den frühen 1950er-Jahren bildeten B-45 einen wichtigen Teil der amerikanischen nuklearen Abschreckung. Der Typ wurde allerdings bald von der B-47 Stratojet abgelöst.

## Geschichte
Die Entwicklung der B-45 begann gegen Ende des Zweiten Weltkrieges im Herbst 1944, als die Amerikaner die Entwicklung deutscher strahlgetriebener Bomber wie der Arado Ar 234 und der Junkers Ju 287 bemerkten. Am 8. September 1944 gewann North American Aviation mit dem NA-130-Entwurf die Ausschreibung und begann sofort mit der Produktion von drei Prototypen.
Am Ende des Krieges wurden viele Waffenprojekte gestoppt. Im Jahr 1946 bahnte sich allmählich der Kalte Krieg gegen die Sowjetunion an und die US Army Air Forces beschlossen, die Düsenbomber-Entwicklung zu beschleunigen. Mitte 1946 waren die XB-45 und Convair XB-46 fast fertiggestellt, aber die Projekte Boeing XB-47 und Martin XB-48 brauchten noch rund zwei Jahre Entwicklungszeit. Die Air Force entschied sich für die XB-45 anstatt der XB-46. Am 2. Januar 1947 wurde die sofortige Produktion der B-45A angeordnet.
Von den drei Prototypen stürzte eine Maschine vor der Übergabe ab, wobei zwei Besatzungsmitglieder ums Leben kamen. Die verbliebenen zwei Flugzeuge wurden am 30. Juli 1948 und im August 1948 an die US Air Force übergeben.
Ein zweiter Prototyp wurde bei einem weiteren Unfall beschädigt. Die letzte XB-45 wurde 1949 auf die Wright-Patterson Air Force Base überführt. Da sie schwer zu warten war, wurde sie für Bodenübungen genutzt.

## Versionen

### B-45A

Dreiseitenansicht der North American B-45

Die B-45A unterschied sich in einer Reihe von Details von der XB-45. Sie hatte verbesserte Schleudersitze, bessere Funkausstattung, einen E-4-Autopiloten und ein Bomben-Navigationsradar.
Der erste B-45A-Bomber flog im Februar 1948 und wurde am 22. April 1948 an die USAF ausgeliefert. Er hatte allerdings nur schwache J35-Triebwerke und galt als einsatzuntauglich. So wurde er nur zu Trainingszwecken eingesetzt. Die nächsten Maschinen erhielten J47-Triebwerke. Im November 1948 wurden die ersten B-45A bei der 47th Bombardment Group eingesetzt. Die erste Bestellung umfasste 96 Maschinen.
Die Kosten zwangen 1950 allerdings zur Kürzung einer 190-Maschinen-Bestellung auf 139 Maschinen. Die B-45A hatten noch kein Bombenleitsystem und litten unter Kreiselkompass-Störungen bei hohen Geschwindigkeiten. Triebwerksbrände, Schwierigkeiten beim Bombenabwurf und schlechte Bedienungsanleitungen kamen dazu. Das AN/APQ-24-Bombennavigationssystem war schwer zu warten und die maximale Flughöhe wurde wegen schlechter Drucklufteinspeisung nicht erreicht.
Es war vorgesehen, 47 B-45A in den Fernen Osten zu verlegen, aber es konnte kein brauchbarer Transportweg gefunden werden. Mit dem Ausbruch des Koreakrieges 1950 wurde die B-45A zum taktischen Nuklearbomber umgebaut. Allerdings mussten erst kleinere Atombomben konstruiert werden, zudem waren diverse Umbauten am Flugzeug erforderlich.
Im Jahr 1952 wurden 55 nuklearfähige B-45 zur 3. US Air Force nach Großbritannien verlegt. Sie hatten modifizierte 1.200 Gallonen fassende Kerosintanks hinter den Bombenschächten. Trotz diverser technischer Probleme wurden sie die ersten Atombomber in Europa.

### B-45B
Die B-45B war eine B-45A-Variante mit besserem Radar- und Feuerleitsystem. Diese Version ging allerdings nie in Serie.

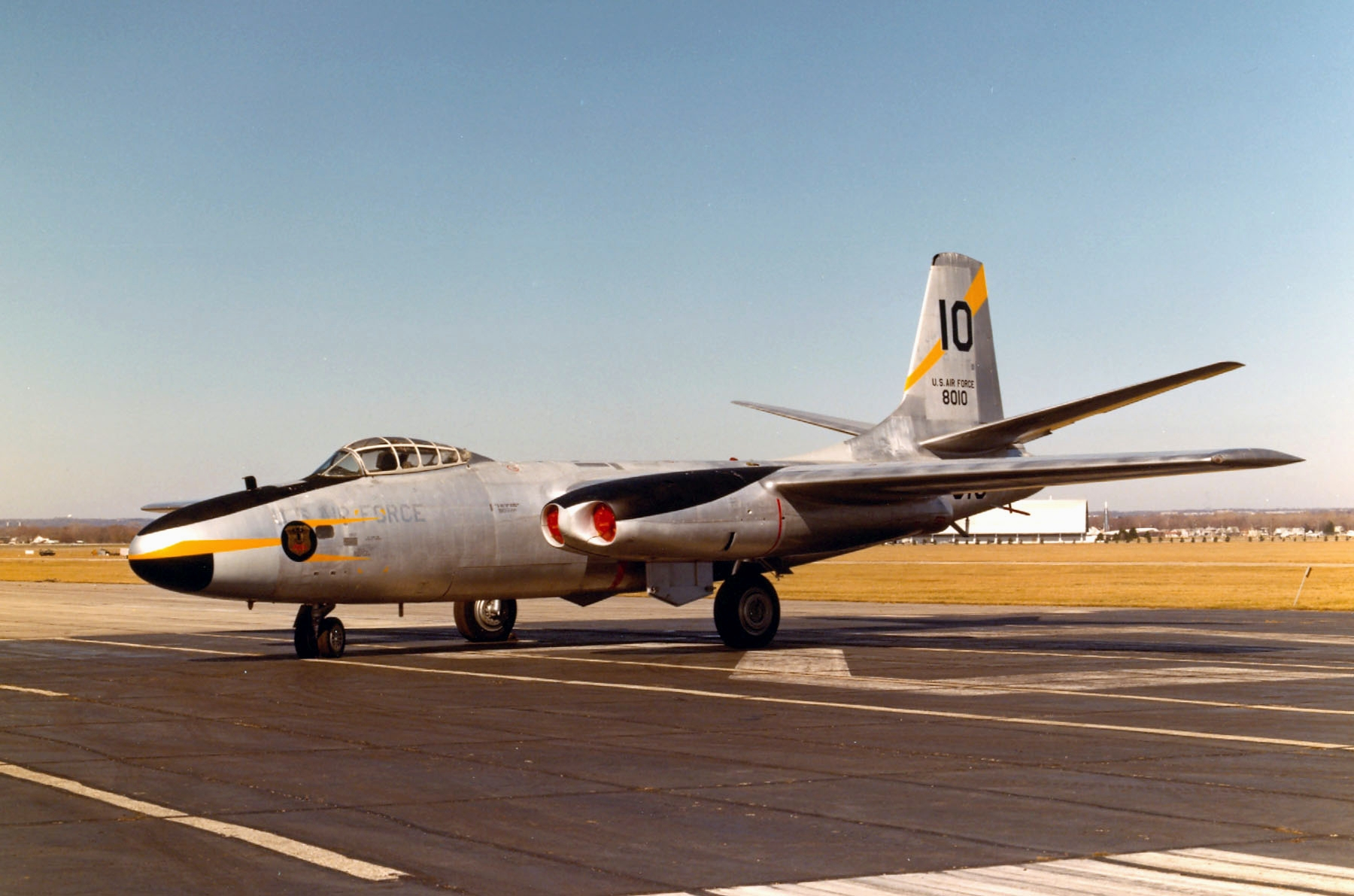
North American B-45C Tornado des „National Museum of the USAF“

### B-45C
Die B-45C war das erste Strahlflugzeug, das in der Luft betankt werden konnte. Der Aufnahmestutzen für den Tankausleger befand sich auf der Oberseite etwa in der Rumpfmitte. Neben der Einführung von Flügelspitzentanks (tip tanks) war der erstmalige Einsatz von J47-GE-13/15-Triebwerken mit Wassereinspritzung eine weitere Verbesserung. Der maximale Schub erhöhte sich dadurch auf 26,7 kN, wobei das Wasser in zwei 810-Liter-Abwurftanks unter den Triebwerksgondeln mitgeführt wurde. An deren Stelle konnten auch zwei Aerojet-XLR13-AJ-1-JATO-Raketen untergehängt werden. Diese lieferten für 60 Sekunden zusammen einen Schub von 35,6 kN.
Obwohl die Entwicklung dieser Variante bereits im September 1947 begonnen wurde, war der Erstflug erst am 3. Mai 1949. Nur zehn Maschinen davon wurden gebaut, die restlichen im Bau befindlichen 33 Maschinen wurden in den Typ RB-45C umgewandelt. Zusätzlich wurden viele Exemplare der B-45A auf diesen Standard gebracht, um ihre Einsatzzeit zu verlängern.

### RB-45C
Die RB-45C war die letzte Variante der B-45 und diente zur Fotoaufklärung. Sie hatte zwei externe 214-Gallonen-Tanks, zwei JATO-Raketenstarthilfen und zwölf Kameras. Die erste RB-45C flog im April 1950; diese Version wurde von Juni 1950 bis Oktober 1951 ausgeliefert.
Die RB-45C flog während des Koreakrieges im 91st Strategic Squadron. Die Boeing B-29 konnte die Einsätze aufgrund des technischen Fortschritts nicht mehr durchführen. Anfang 1952 flogen die RB-45C viele Einsätze und wurden danach für Nachtoperationen eingesetzt. Kurz danach wurden sie von der Front zurückgezogen.
In Korea gingen zwei RB-45C verloren: Die erste wurde im Dezember 1950 bei einem Einsatz vermisst, die zweite stürzte im Juni 1952 bei einem Einsatz, aber ohne Feindeinwirkung, ab.
In den Jahren 1952 und 1954 gab es in Großbritannien mit RAF-Roundels bemalte RB-45. Offiziell flogen die Flugzeuge zur Evaluation von Luftbetankungen für die RAF, der tatsächliche Zweck der Gruppe waren jedoch Aufklärungsflüge mit drei RB-45C direkt über der Sowjetunion. Am 29. Juli 1952 wurde der erste Nonstop-Transpazifikflug mit einer RB-45C durchgeführt. Sie wurde zweimal von KB-29-Tankflugzeugen betankt.
Im Jahre 1959 wurden die letzten RB-45C ausgemustert und durch RB-47E ersetzt.

### Weitere Varianten
Einige Tornados wurden zu fliegenden Triebwerksprüfständen umgebaut, als entsprechende Hochgeschwindigkeits-Windkanäle noch nicht verfügbar waren. Dies betraf die letzte Serien-B-45A, die in JB-45A umbenannt wurde; auch eine B-45C (JB-45C) und eine RB-45C (JRB-45C) wurden hierfür modifiziert. Eine weitere Verwendung stellte der Einsatz als Drohnenleitflugzeug (DB-45A) dar. Für eine Zielschleppervariante wurden 16 B-45C zu TB-45C umgebaut. Auch einige frühe, als nicht in der ersten Linie verwendungsfähig angesehene B-45A baute man zu TB-45A-Zielschleppern um, die aber anschließend auf den Standard der späteren Einsatzvarianten gebracht wurden.

## Produktion
| Version       | 1948 | 1949 | 1950 | 1951 | Summe (Modell) |
| ------------- | ---- | ---- | ---- | ---- | -------------- |
| XB-45         | 3    |      |      |      | 3              |
| B-45A         | 20   | 45   | 31   |      | 96             |
| B-45C         |      | 6    | 4    |      | 10             |
| RB-45C        |      |      | 25   | 8    | 33             |
| Summe (Jahre) | 23   | 51   | 60   | 8    | 142            |

Umbau der B-45 nach Fiskaljahren:
| Version | 1953 | 1954 | 1955 | 1956 | 1957 | Summe | Umbau aus |
| ------- | ---- | ---- | ---- | ---- | ---- | ----- | --------- |
| TB-45A  | 11   |      | 4    | 4    | 1    | 20    | B-45A     |
| RB-45C  | 1    |      |      |      |      | 1     | B-45C     |
| QB-45A  |      |      | 1    |      |      | 1     | B-45A     |
| QB-45C  |      |      | 1    |      |      | 1     | B-45A     |
| Summe   | 12   | 0    | 6    | 4    | 1    | 23    |           |

(FY = Fiscal Year. Das FY 1953 ging vom 1. Juli 1952 bis zum 30. Juni 1953.)

## Verluste
Im Zeitraum 1948 bis 1958 gingen 41 durch Totalschaden verloren. Davon verlor die USAF im Koreakrieg 2 RB-45C.

## Technische Daten
| Kenngröße             | Daten der B-45A                                                     |
| --------------------- | ------------------------------------------------------------------- |
| Besatzung             | 4                                                                   |
| Länge                 | 22,9 m                                                              |
| Spannweite            | 27,1 m                                                              |
| Höhe                  | 7,7 m                                                               |
| Flügelfläche          | 105 m²                                                              |
| Flügelstreckung       | 7,0                                                                 |
| Antrieb               | 4 × Strahltriebwerk General Electric J47-GE-13 mit je 23,1 kN Schub |
| Höchstgeschwindigkeit | 920 km/h                                                            |
| Reichweite            | 1.600 km                                                            |
| Dienstgipfelhöhe      | 14.100 m                                                            |
| Leermasse             | 20.726 kg                                                           |
| Startmasse            | 36.980 kg                                                           |
| Bewaffnung            | 4 × 12,7-mm-MG M3, 10.000 kg Bomben                                 |

## Erhaltene Flugzeuge

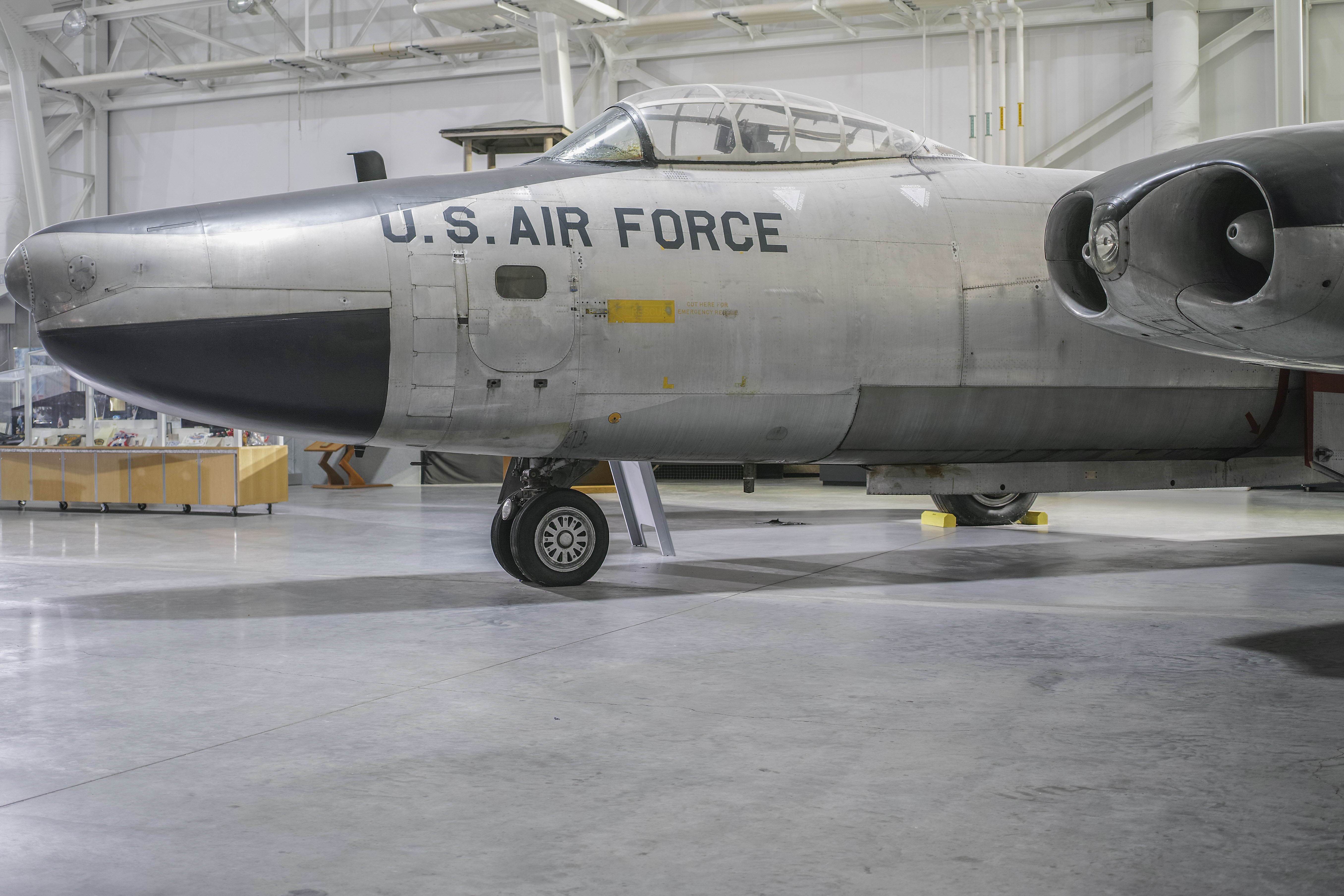
RB-45C Tornado Ser. No. 48–0017 im Strategic Air and Space Museum

Weltweit sind drei B-45 in Museen erhalten.
- B-45A mit der Ser. No. 47-0008 im Castle Air Museum auf der früheren Castle Air Force Base in Atwater (Kalifornien).[6]
- B-45C mit der Ser. No. 48-0010 im the Cold War Hangar des National Museum of the United States Air Force auf der Wright-Patterson AFB in Dayton im US-Bundesstaat Ohio.
- RB-45C Ser. No. 48-0017 im Strategic Air Command & Aerospace Museum in Ashland, Nebraska.[7]